# Cyberia city
Cyberia City är samlingsnamnet på konst- och performance-gruppen som har sin bas i Stockholm bildad 1992 och hade sitt första framträdande 1993 på Konstfack i Stockholm. Konstnärlig ledare är Per E Riksson som tituleras Friendly Dictator of Cyberia City.

## Historia
Cyberia City bildades under namnet Cyberia av Konstfackstudenter vid institutionen för bildpedagogik november 1992 efter ett initiativ av prefekt Hasse Hanson. Namnet Cyberia tog Per från en neonskylt i en Playboyfilm. Hasse Hanson ville ha en ny form för institutionens årliga metodikvecka. Studenten Per Eriksson, alias Per E Riksson, skissade snabbt upp en vision om en seminarievecka som innehöll levande rollspel, workshops, filmvisningar, föredrag och en spektakulär modeshow. Cyberia såg dagens ljus med seminariet "Välkommen till Cyberia" 18-21 mars 1993. En seminarievecka om rollspel, datorspel, mode, datorer, VR, manga och cyberpunk.

### Cyberia City i massmedia
Bruket av ordet cyberpunk låg rätt i tiden och seminariet rönte viss uppmärksamhet i rikspressen. Dagens Nyheter skrev om Per och Cyberiakonceptet som cyberpunk i ett antal artiklar under våren 1993. Cyberiaveckans modeshow The Postfashionshow drog för Konstfacks mått mätt en stor publik, liksom hela seminariet. Vilket startade en diskussion om cyberpunkestetik efter Håkan Borgströms artikel i DN 9 maj 1993 om cyberpunk och Cyberia. Bilder från Cyberia evenemang syntes snart i de flesta av Sveriges dagstidningar. Bland annat för att illustrera Dagens Nyheters recension av cyberpunkförfattaren William Gibsons bok Virtual Light.
Pers ursprungliga mål med Cyberia City var att sudda ut gränsen mellan verklighet och fantasi, beröva den fotografiska bilden på dess krav på naturalism och att göra film utan litterärt innehåll eller form.

### Ledning
Ursprungliga medlemmar i Cyberias ledningsgrupp var:
- Per Eriksson
- Jens Prenke
- Henrik Göransson
- Terje Olofsson
- Sanna Kihlberg

## Tiden efter Konstfack
Efter Konstfacksseminariet drev Per Cyberia vidare med nya medlemmar som kom och gick. Viktig och drivande medlem var Rickard Anjemo, som Per kände sedan skoltiden i Lidköping och Sanna Kihlberg som var viktig i alla modeshowerna Cyberia satte upp. Både som klädskapare och på catwalken. 
Cyberia producerade konstvideor till Sveriges television som visades i programmen Hemma och S. En Cyberiavideo visades också vid Göteborgs filmfestivals videosektion 1994 under namnet Terminal City Nightmare. Och den franska videofestivalen Bandits-Mages i maj 1995.
Tidningsomslag med Cyberiabilder:
- Datormagazin 17, 7 oktober 1993
- Amos, 1995
- Chili, februari 1994

Per och Zaba Fröberg medverkar i boken Nybyggare i gränsland, unga Stockholmare berättar av Magdalena Boman och Bo Levin, Byggförlaget isbn 91-7988-097-5.
Hösten 1993 till våren 1994 satte man upp en serie performances och installationer på Sollentunamässan, Kulturhuset i Stockholm, Handelshögskolan i Stockholm och en privat fest anordnad av tidskriftsredaktören Niklas Sessler och kemiingenjören Tomas Ekbom.
1996 bytte Cyberia namn till Terminal City och byggdes som en 3D-simulerad stad på internet av Per E Riksson och Jon Pontén. Staden innehöll Stockholmsguiden Stockholm Virtual Guide.
Per, Rickard Anjemo ihop med Jon Pontén satte upp performance- och konst-kvällar på uppdrag av Nordiska ministerrådet, Ungdomsmässan i Gävle och restaurant Intressant, Konsumentverket och Kulturhuset i Stockholm. Sedan Terminal Citys huvudman TV-Söder begärts i konkurs, drevs Staden vidare ytterligare ett år för att helt slockna 1998.
År 2001 återuppstod Cyberia City nu på Internet på adressen cyberiacity.net. Performanceverksamheten drogs alltmer mot suspensionshow. Även cos-play och kinky fetish-konst fanns på programmet. Sajten lades ner 2004.
2004 uppträdde Cyberia City som inofficiell support act till bandet Laibach vid Synthrock-festivalen XXX på Fryshuset i Stockholm.